# Elena Jacinto Vélez
Elena Jacinto Vélez (Sant Joan Despí, 10 de maio de 1985) é uma atleta paralímpica espanhola de tênis em cadeira de rodas,cujo melhor ranking mundial foi um vigésimo quarto lugar. Participou dos Jogos Paralímpicos de Verão de 2012 em Londres.